# Daniel Browning Smith
Daniel Browning Smith (Los Angeles, 1979), é um contorcionista conhecido como "Rubberman" ("Homem-Borracha", em tradução livre)  , Daniel é conhecido por ser o detentor do recorde do Guinness de homem mais flexível do mundo.
Como ele mesmo disse, Daniel pratica contorcionismo desde os 4 anos de idade, mas não percebia que as pessoas não se contorciam como ele."Quando eu estava no primário não me exibia para as pessoas dizendo: Olha o que eu consigo fazer! Eu ficava tentando entender porque os outros não conseguiam fazer a mesma coisa", conta Daniel. Ele foi influenciado a fazer contorcionismo pelos próprios pais. Foi quando Daniel, aos 4 anos, estava brincando com os primos de dar saltos, cai de pernas totalmente abertas e levanta como se nada tivesse acontecido. O pai dele viu a cena e começou a pesquisar sobre contorcionismo.
Aos 18 anos, quando um circo chegou em Los Angeles, Daniel fugiu junto com ele. "Eles me deram 2 minutos e meio no palco. Eu já havia me apresentado na rua aqui e ali, mas não era igual. E quando eu subi no palco eu fiquei fascinado por toda aquela energia que vinha em minha direção. Eu fiquei fascinado e pensei: Este é o meu destino e é isto o que vou fazer na vida.", conta Daniel, que até hoje ganha a vida como contorcionista, e que começa o dia práticando Yoga.
Ainda aos 18 anos, Daniel foi levado até o fisioterapeuta Steven Clark para fazer algumas análises, e logo ele diagnosticou o motivo de Daniel se contorcer tanto: o raro dom da Hiperflexibilidade. Praticamente todas as juntas do seu corpo tem um alcance de movimento além do normal.
Atualmente Daniel faz um programa chamado "Os Super Humanos de Stan Lee".
Além de fazer o que a maioria dos contorcionistas fazem, como dobrar totalmente a coluna vertebral, ele gira a mão 360º, desloca o ombro de duas formas, fica dentro de uma caixa minúscula e para fechar com chave de ouro, ele muda o coração de lugar.
Daniel já participou do Discovery Channel, Cirque du Soleil, Guinness Book, já apareceu em vários programas de esportes e faz shows nas ruas.
Recentemente Daniel participou do filme Grau 26, aonde interpreta um serial-killer.